# 건프라
건프라(일본어: ガンプラ 간푸라[*])는 기동전사 건담 시리즈에 등장하는 로봇을 소재로 한 프라모델을 말한다. 등급에 따라 SD, HG, HGUG    RG, MG, PG, 메가사이즈, 무등급 등으로 구분되며 6가지 스케일로 구분된다.

## 등급

### HG
High Grade의 약자. 주로 1/144 스케일이며 종류가 가장 많다. 건담 시리즈 중 각 세기에 따라 HGUC(우주세기) HGCE(코스믹 이라, SEED의 세계관)으로 분류된 것도 있다.
종류에는 
건담 아스트레이 레드 프레임(GUNDAM ASTRAY RED FRAME)
이있다.

### MG
Master Grade의 약자. 1/100 스케일이며 건프라의 주력 모델이기도 하다. 예전에는 PG보다 가동률 등이 낮은 편이었으나 요즘은 PG보다 더 높은 가동률을 보이는 등 기술력이 크게 발달했다. 일부 건프라는 최신 기술을 적용해 구판을 개선한 2.0판을 선보이기도 했다.
2.0으로 갱신된 건프라는
- 자쿠2(J, F형 및 샤아 전용, 고기동형)
- 겔구그(샤아 전용, 양산형)
- 건담 Mk-II(에우고, 티탄즈 버전)
- Z건담
- 퍼스트 건담(일반형,G3)
- 람 바랄 전용 구프
- 짐

등이 있다.
이 외 가장 많은 버전이 있는 메카닉은 단일 유닛으로는 건담(건담 RX-78, 건담 1.5, 카토키 버전, 일 년전쟁 버전, 일 년전쟁 버전 TV채색판 등 7종류)이며 계열로는 자쿠(10종류)다.
대표적인 상품으로는,
자쿠II, 건담 Mk-II, 릭돔, 구프, 앗가이, 리젤 등이 있다.
특히 ver.ka(카토키 히지메 버전)은 일반 mg보다 어려워 중급자,고급자 수준이다.
ver.ka로 나온 건담들은,
건담 RX-78-2,윙 건담, 볼, 뉴 건담, 사자비 등이 있다.

### 풀 메카닉스
듀얼 아이가 스티커가 아닌 부품으로 구성되어 있는 게 특징.
이걸로 나온 건담들은 레이더 건담, 건담 에어리얼, 건담 발바토스 루프스, 건담 발바토스 루프스 렉스, 건담 비다르, 건담 바알, 포비든 건담, 캘러미티 건담, 프리덤 건담, 에일 캘러미티 건담, 소드 캘러미티 건담, 건담 에어리얼 퍼멧 스코어 식스 등이 있다.

### PG
Perfect Grade의 약자. 1/60 스케일이다. 이름 그대로 완벽에 가까운 완성률이 강점이나 MG의 기술력 발달에 의한 고급화에 밀리는 듯도 하지만 큰 스케일과 MG에서는 따라올 수 없는 부분을 통해 PG만의 장점을 내세우고 있다.

### SD
Super Deformation의 약자. 원래의 메카닉을 SD 형식에 따라 디자인을 바꾼 버전이며 고급형으로 BB전사 시리즈가 있다. 또한 SD건담 삼국전 BBW 시리즈도 활발하게 전개하고 있어 6세이상 어린이들에게 인기가 많으며 여성들 또한 좋아하는 건프라 등급이다. 2등신으로 귀여움을 강조한 것이 특징이며 케로로중사 프라모델과 호환이 가능하여 다양한 스타일의 SD/BB건담이 창조되고 있다.

### RG
Real Grade의 약자. 1/144 스케일이다. 2010년 7월 24일 반다이에서 건프라 30주년을 기념하여 새로 만든 등급이며, 뛰어난 가동성, 완벽한 색분할과 부품분할, MG와 PG에서도 가끔 사용되었던 다중인서트사출의 사용으로 리얼함을 추구하는 건담 프라모델이다. 2012년 9번 저스티스 건담까지 발매되었으며 2012년 4월 발매예정이었던 에우고,티탄즈 컬러버전은 제품런너 불량으로 에우고 컬러버전이 5월 8일경 출시로 연기되는 적도 있었다. RG등급 중 꾸준한 사랑을 받고 있는 모델은 RG05 프리덤 건담이다. 2016년 현재 더블오 퀀터까지 모두 21개의 모델이 출시되었다. 워낙 높은 퀄리티로 인해 금장 스티커 없이 전부 맥기 부품으로 따로 구현되어 있다. 
- RG001 1/144 RX-78-2 건담(퍼스트건담)
- RG002 1/144 샤아전용 자쿠
- RG003 1/144 에일 스트라이크 건담
- RG004 1/144 양산형 자쿠
- RG005 1/144 프리덤 건담,
- RG006 1/144 스카이 글래스퍼(런처/소드팩)
- RG007 1/144 RX-178 Mk-2 티탄즈 컬러
- RG008 1/144 RX-178 Mk-2 에우고 컬러
- RG009 1/144 저스티스 건담
- RG010 1/144 Z(제타)건담
- RG011 1/144 데스티니 건담
- RG012 1/144 GP01 제피랜더스
- RG013 1/144 GP01FB 풀 버니언
- RG014 1/144 스트라이크 프리덤
- RG015 1/144 건담 엑시아
- RG016 1/144 즈고크 샤아전용
- RG017 1/144 건담 더블오라이저
- RG018 1/144 윙제로 ew
- RG019 1/144 아스트레이 레드프레임
- RG020 1/144 윙건담 ew
- RG021 1/144 더블오 퀀터
- RG022 1/144 시난주
- RG023 1/144 빌드 스트라이크 건담 풀패키지

### 메가사이즈
1/48사이즈이며 약자는 없다.
AGE-1,AGE-2,퍼스트건담,자쿠 등이 있다.
PG보다크지만 기동률이나 내부프레임은 HG수준이다. 장식용으로 큰 인기를 끌고있다
하지만 재판과 신제품이 없는 상태이다.

## 나라별 건프라

### 대한민국
대한민국에서는 1980년대 (주)아카데미과학이 복제 제품을 출시해 널리 알려졌으며 1990년대 초반 이후에는 일본 반다이의 건담 프라모델을 (주)아카데미과학이 정식 수입함으로써 대한민국의 많은 소비자들이 건프라를 접할 수 있게 되었다. 2000년대로 들어 반다이코리아(주)에서 건담 및 완성품의 수입업무를 보기 시작했으며 이전에는 복잡한 유통구조로 상향되어 있던 건프라의 가격이 한결 간단한 유통구조로 인해 인하되었다.
현재 대한민국에서는 반다이코리아의 정식 유통점인 건담베이스,건담존과 (주)아카데미과학의 도매총판점 및 도매대리점, 그리고 온라인에서 다양하게 만나 볼 수 있다. 또한 지역적으로 많은 수의 건담 프라모델 동호회들이 활동을 하고 있어 주 5일제의 시대에 건전한 취미생활 공유 및 삶의 질 향상을 도모하고 있다.
2023년에 반다이남코코리아가 건담베이스 코리아 20주년을 맞이하여 대한민국 한정 건프라를 공개했었다. 이름은 GBK-20 건담 아스트레이. MG로 출시되었다.

## 기타
대한민국 수입판에 한국어로 부착된 품질표시 스티커에서는 모델명에 MODEL KITS TOY_ROBOT이라고 표기되어 있다. 일부 SD나 EG, HG 제품은 어린이용 완구로 판매된다.

## 같이 보기
- 건담 (모빌슈트)